# Leonardo Ledgister
Leonardo Ledgister (* 27. April 1999 in Santa Cruz) ist ein jamaikanischer Leichtathlet, der sich auf den 400-Meter-Hürdenlauf spezialisiert hat.

## Leben
Leonardo Ledgister stammt aus Santa Cruz im südwestlich auf Jamaika gelegenen Saint Elizabeth Parish. Er besuchte die St. Elizabeth Technical High School und nahm anschließend zunächst ein Studium an der Southern University in Baton Rouge, im US-Bundesstaat Louisiana, auf. 2020 wechselte er an die Texas A&M University in Corpus Christi.

## Sportliche Laufbahn
Ledgister sammelte 2014 erste Wettkampferfahrung gegen die nationale Konkurrenz im 400-Meter-Lauf. 2015 lief er im Juni Bestzeit von 52,37 s über 400 Meter Hürden. Damit war er für die U18-Weltmeisterschaften in Cali qualifiziert, konnte bei ihnen allerdings nicht an den Start gehen. Anfang September zog er bei den U20-Commonwealth Games auf Samoa in das Finale ein, in dem er den sechsten Platz belegte. 2016 verbesserte er auf 48,05 s über 400 Meter. 2018 gewann er im Juni die Silbermedaille im 400-Meter-Hürdenlauf bei den Jamaikanischen U20-Meisterschaften und verbesserte sich dabei auf 50,31 s. Damit konnte er einen Monat später bei den U20-Weltmeisterschaften in Tampere an den Start gehen, bei denen er in Das Finale einzog. Darin verbesserte er sich erneut bi auf 49,93 s und verpasste damit als Vierter nur knapp die Medaillenränge. 2019 konnte er sich während seines ersten Jahres in den USA nicht verbessern und trat erst wieder im Jahr 2021 in Wettkämpfen an. Zunächst stellte er im Frühjahr Hallenbestleistungen über 400 Meter auf. Ende April lief er im Stadion mit 46,92 s eine neue Bestzeit über 400 m. Auch im 400-Meter-Hürdenlauf steigerte er sich bei seinen Saisonleistungen kontinuierlich und unterbot Ende Mai mit neuer Bestzeit von 48,79 s die Qualifikationsnorm für die Olympischen Sommerspiele in Tokio. Letztendlich wurde er vom Verband nicht für die Spiele ausgewählt.

## Wichtige Wettbewerbe
| Jahr                | Veranstaltung           | Ort                 | Platz               | Disziplin           | Zeit                |
| Startet für Jamaika | Startet für Jamaika     | Startet für Jamaika | Startet für Jamaika | Startet für Jamaika | Startet für Jamaika |
| ------------------- | ----------------------- | ------------------- | ------------------- | ------------------- | ------------------- |
| 2015                | U18-Weltmeisterschaften | Cali                |                     | 400 m Hürden        | DNS                 |
| 2018                | U20-Weltmeisterschaften | Tampere             | 4.                  | 400 m Hürden        | 49,93 s             |

## Persönliche Bestleistungen
Freiluft
- 400 m: 46,92 s, 30. April 2021, San Marcos
- 400 m Hürden: 48,79 s, 29. Mai 2021, College Station

Halle
- 400 m: 47,06 s, 11. Februar 2022, Lubbock